# Collegio Nazionale Carol I di Craiova
Il collegio nazionale  Carol I è un istituto scolastico situato a Craiova (distretto di Dolj, Romania) in via Ioan Maiorescu 2-4, che comprende scuola primaria e scuola secondaria di primo e secondo grado (liceo). È la seconda scuola più antica in lingua rumena (dopo il collegio nazionale "Sfântul Sava" di Bucarest fondato da Gheorghe Lazăr il 6 marzo 1818), ed ha attualmente più di 1800 iscritti per le classi I-XII, di cui la metà al liceo (profilo scienze, scienze umane e naturali).

## Storia
La scuola è stata ufficialmente fondata il 20 maggio 1826, ma la costruzione inizia nel 1835. L'11 gennaio 1838 i pilastri della scuola crollano a causa del terremoto. L'edificio è in fase di ricostruzione, con mobili nuovi e una torre dell'orologio, insolito per una scuola. Per l'arredamento si era lavorato per 12 anni con un investimento di 300.000 lei. Nel mese di novembre 1842, viene inaugurato il nuovo edificio e si può iniziare l'anno scolastico. Il vecchio edificio della scuola superiore era composta dal piano terra e il primo piano, con una torre dell'orologio, sala riunioni, un ampio corridoio con grandi finestre sul giardino, la segreteria e l'appartamento del preside al piano di sopra.
Nell'anno scolastico 1843-1844 la scuola ha 405 studenti (250 di Craiova e 155 da altre località). Dopo la fine della Rivoluzione del 1848, la scuola chiude perché non ci sono abbastanza docenti. L'edificio diventa caserma e ospedale. Dopo la rivoluzione, sul trono della Valacchia sale Barbu Ştirbei che ha comprato i terreni per la scuola. Nel 1852 la scuola è stata chiusa di nuovo, e l'edificio divenne sede zarista e ospedale. Gheorghe Marin Fontanin protesta, viene arrestato, esiliato, ma ritorna e riapre la scuola (diventata scuola media) nel 1854 . Nel 1860 viene aggiunto un convitto e nel 1864 diventa liceo. Nel 1885 viene nominato "Liceo Carol I" attraverso un alto decreto del re Carlo I.
La nuova scuola è stata costruita tra il 1893 e il 1895 ed è costata oltre un milione di lei. Il pittore Francesco Tribalski dipinse gli affreschi della sala rotonda e della biblioteca. Il nuovo edificio, con la cupola, è stato dotata di mobili di lusso. Tuttavia, anche questo edificio diventa ospedale durante la prima guerra mondiale.
Nel 1915, nelle sale dei professori del liceo si sono tenuti incontri della società "Amici della scienza", la filiale di Craiova, soprattutto con gli insegnanti della scuola. L'attività si svolgeva avendo come membri le personalità del tempo. Essi hanno il merito di aver fondato l'Università di Craiova. Nell'ottobre del 1926 il laboratorio di fisica dispone di attrezzature del valore di 38.630 lei e per lo studio della biologia viene organizzata una collezione di minerali.
Nel 1927 il liceo non aveva i soldi per pagare i 240.000 Lei che rappresentano la tassa verso il comune per la costruzione del secondo piano e quindi l'edificio della scuola superiore viene sequestrato. Il debito verso la Banca Nazionale, diventato di 2 milioni di Lei, era stato speso dalla dirigenza scolastica per migliorie: un piano aggiuntivo (1925-1927), uno stadio, una nuova ala per il convitto, una piscina, moderni servizi igienici, una propria biblioteca, ecc per un totale di quasi 7 milioni di lei. Nel 1912, la scuola riceve 11 ettari fuori città dove verranno costruire stalle per il bestiame e gli alloggi per i dipendenti. Tra il 1922-1933 il cinema della scuola proietta film ogni settimana: il giovedì, venerdì, sabato e domenica dalle 15-20.
Il nome Collegio Nazionale "Carol I" di Craiova le viene dato il 23 ottobre 1933 con la celebrazione del centenario del liceo.
Nel 1948, il centenario della rivoluzione, la scuola riceve il nome di "Liceo di Matematica - Fisica Nicolae Bălcescu". Per molto tempo il preside è il professore di lingua rumena Nicolae Andrei, fratello del ministro degli Esteri in quel momento, Ștefan Andrei.
Nel mese di marzo 1977, alle 9:22, gli insegnanti della scuola superiore erano nella sala del Consiglio quando ha iniziato il terremoto. L'edificio è stato gravemente danneggiato. Gli esperti hanno proposto la demolizione dell'edificio sostenendo che non ci fossero i requisiti di sicurezza richiesti. Il luogo è stato salvato su intervento di Nicolae Ceaușescu, che ha deciso di preservarlo e rafforzarlo.
Nel 1997, il collegio prende il vecchio nome di Carol I. Il busto di Bălcescu dalla grande corridoio del collegio è posizionato al di fuori, di fronte all'ingresso del Teatro Lirico.
Dopo la rivoluzione rumena del 1989, il numero degli studenti cresce, arrivando a circa 2000. Si rinuncia all'uniforme, al lavoro stagionale degli studenti e alla parata.
l'edificio della scuola superiore è classificato come monumento storico nella contea Dolj , con DJ-II Codice-m-A-08056.

## Le riviste della scuola
- 1891 - "La rivista della scuola" - l'animatore è stato l'allievo Gheorghe Țițeica[2], il più piccolo dei redattori. Qui fa il suo debutto il poeta Traian Demetrescu.
- 1919 - "La gioventù studentesca" - tra i collaboratori, lo studente Marcel Romanescu, della famiglia del sindaco Romanescu. Appariva mensilmente e includeva critica letteraria, traduzioni, creazioni originali, la rubrica "La rivista delle riviste"
- 1922 - "Note matematiche e scientifiche" - diventa il bollettino ufficiale della "Società di Matematica"
- 1927 - "Licăriri" - tra i contribuenti il pittore Ion Ţuculescu[2]. Cominciando ad avere un carattere enciclopedico, sulle sue pagine appaiono articoli su temi scientifici e artistico-letterarie
- 1931 - "Ioan Maiorescu"-  fin dall'inizio è stata la "rivista studentesca". Conteneva i titoli originali: "Libri e riviste", "Parlando con gli studenti", "Scacchi"
- 1934 cessa la pubblicazione, per riapparire dopo cinque anni
- 1948, con il cambio di nome al liceo "Nicolae Balcescu", la rivista riceve lo stesso nome
- 1986 la rivista studentesca "Licăriri" prende il nome "Ioan Maiorescu"
- 1987 appare il numero della rivista dedicata al 175 ° anniversario della nascita del professor Ioan Maiorescu, il primo preside del liceo (il vecchio liceo)
- dopo la rivoluzione del 1989, la rivista "Ioan Maiorescu" appare nella nuova serie nel 1994 e viene premiata al "Concorso nazionale di riviste degli studenti"
- 2000 - mostra il numero 8 "Mer-Mère" nel programma "Erasmus" dell'Unione europea
- 2001 - numero dedicato a celebrare i 175 anni dalla creazione della scuola
- "Diario di corrispondenza" - concepito al fine di "affrontare il legame tra scuola e famiglia"
- 1935 - "Pitagora" - è una rivista degli Insegnanti di matematica - tra i collaboratori c'è anche Dan Barbilian (il poeta Ion Barbu[2])
- 1938 - "Platone" - era la rivista di matematica degli studenti
- 1940 - "Gioventù Magazine" - era la rivista degli studenti interni
- 1948 - "Nicolae Bălcescu" - con il cambio di nome del liceo, la rivista "Ioan Maiorescu" diventa "Nicolae Balcescu"
- "Licăriri" (rivista degli allievi del liceo)
- "Picături de rouă" (rivista degli allievi della scuola media)
- "Revista de matematică" (supplemento tematico)
- "Corpuscul" (rivista di fisica)
- "Un altar cu singurătăți" - quaderni di creazioni - (rivista del cenacolo letterario)
- "Ioan Maiorescu" (nuova serie - dal 1986)

Riviste oggi:
- "Ioan Maiorescu" (adesso con un numero omaggiale)
- "Gheorghe Tițeica" - rivista di matematica
- "Catcher" (rivista in lingua inglese)
- "Mer - Mère" (rivista in lingua francese - un numero speciale della rivista "Ioan Maiorescu")
- "Un altar cu singurătăti" (quaderni di creazioni)